# يوسي كاتس
يوسي كاتس Yossi Katz (ولد عام 1953) هو أستاذ جغرافيا في جامعة بار إيلان في إسرائيل، وخبير في الجغرافيا التاريخية.
حصل على جائزة إسرائيل في عام 2016 في الجغرافيا. 

### أصول الناجين من المحرقة
أثناء إجراء بحث حول الصندوق القومي اليهودي (الذي كان مكلفًا بشراء وتطوير الأراضي في فلسطين العثمانية (لاحقًا الانتداب البريطاني على فلسطين)، واجه كاتس بالصدفة مسألة أصول الناجين من المحرقة المحفوظة في إسرائيل.  وتكشف مقالته عام 1997 حول موضوع "الممتلكات المنسية - مصير ممتلكات أولئك الذين لقوا حتفهم في المحرقة في إسرائيل" (باللغة العبرية) تكشف أن البنوك الإسرائيلية ومختلف منظمات تجارة الأراضي كانت تمتلك الكثير من الممتلكات الناشئة عن استثمارات اليهود الأوروبيين في إسرائيل خلال عشرينيات وثلاثينيات القرن العشرين.  
أثار المقال تحركات سياسية  وكان له دور فعال في تشكيل لجنة تحقيق برلمانية حول هذه القضية،  وتم تعيين يوسي كاتس مستشارًا   من قبل الكنيست للتعامل مع القضية بدءًا من عام 2000. وفي نفس العام قام كاتس بتحويل مقالته إلى كتاب (بالعبرية) Rechush Shenishkach [ الممتلكات المنسية ]. كتب كاتز أن الكثير من الممتلكات (الأراضي والمنازل والأسهم والأوراق المالية وما إلى ذلك) في فلسطين الانتدابية اشتراها اليهود الأوروبيين، وقد لقي الكثير منهم حتفهم في المحرقة.  وبما أن عددًا كبيرًا من هؤلاء اليهود كانوا مواطنين في ألمانيا وغيرها من "الدول المعادية"، فقد صادر الوصي البريطاني على ممتلكات العدو ممتلكاتهم في عام 1939. لكن بعضاً منها بقي في أيدي أخرى. وفي وقت لاحق، قام الوصي البريطاني بنقل الأصول المصادرة إلى الوصي الإسرائيلي المقابل، الذي عاملها بنفس الطريقة، باعتبارها "ممتلكات معادية". وتم تحويلهم بعد ذلك إلى الحاكم العام.  وفقًا للمحامي الإسرائيلي مردخاي تزيفين، بموجب القانون البريطاني، أصبح الرابانوت رسميًا أبوتروبوس (الوصي القانوني) على بعض هذه الممتلكات، ولكن كما أوضح كاتس، فشل الرابانوت في هذا الصدد. 

## من أعماله
- 2021: اليهودية والجغرافيا البشرية
- 2016: الأرض لن تُباع إلى الأبد: الصندوق القومي اليهودي وتاريخ ملكية الدولة للأراضي في إسرائيل
- 2014: (من بين المحررين) المدن الحدائقية والتخطيط الاستعماري: الأفكار العابرة للحدود الوطنية والأفكار الحضرية في أفريقيا وفلسطين، مطبعة جامعة مانشستر؛ الطبعة الأولى
- 2014: (مع جون لير) داخل السفينة: الهوتريت في كندا والولايات المتحدة ، مطبعة جامعة ريجينا
- 2014: شاهد القبر في المقبرة العسكرية الإسرائيلية منذ عام 1948
- 2010: حركة الكيبوتس الدينية في أرض إسرائيل، مطبعة الجامعة العبرية ماغنيس
- 2005: المعركة من أجل الأرض، مطبعة الجامعة العبرية
- 2000: (بالعبرية) الممتلكات المنسية. مصير أملاك الذين لقوا حتفهم في المحرقة في إسرائيل، ياد فاشيم . [8] تحولت مقالته إلى كتاب عام 1997 بنفس العنوان" [11]
- 1998: شريك في التقسيم: خطة التقسيم للوكالة اليهودية في عصر الانتداب ، روتليدج؛ الطبعة الأولى
- 1998: بين القدس والخليل: الاستيطان اليهودي في جبال الخليل ومعسكر عتصيون في فترة ما قبل الدولة (مترجم عن العبرية) مطبعة جامعة بار إيلان
- 1994، "دراسات إسرائيل في الجغرافيا التاريخية، أعمال الاستيطان: ريادة الأعمال الخاصة في المستوطنة اليهودية في فلسطين، 1900-1914

## جوائز
- 2016: جائزة إسرائيل في فئة دراسات الجغرافيا والآثار وأرض إسرائيل. وأشارت لجنة الجائزة إلى أن كاتس خبير دولي في الجغرافيا التاريخية: "ركزت أبحاثه وكتبه العديدة على دراسة تاريخ الاستيطان الصهيوني في إسرائيل، وشراء الأراضي ومركزية القدس في المفهوم الصهيوني"... "لأبحاثه آثار مباشرة وهامة على الملكية الوطنية للأراضي في دولة إسرائيل وعلى أصول ضحايا المحرقة"... "لقد عمل البروفيسور يوسي وكان له تأثير كبير أيضًا في مجال الخدمة المدنية." [2] [4]